# Masia de Can Sant Hilari
La Masia de Can Sant Hilari és una obra de Montgat (Maresme) protegida com a Bé Cultural d'Interès Local.

## Descripció

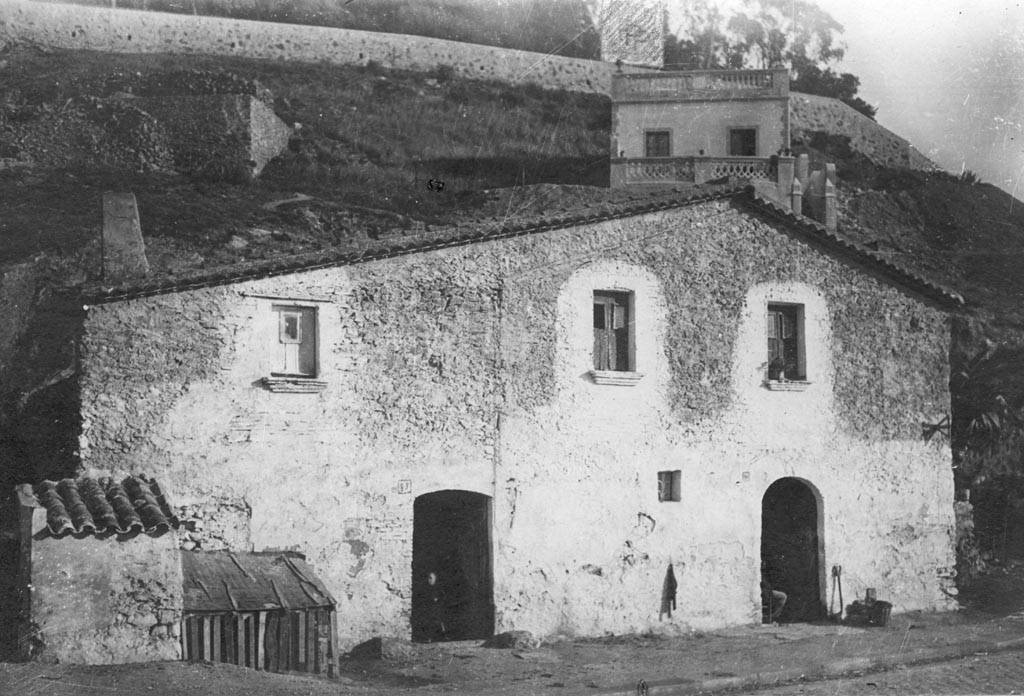
Imatge d'entre 1926 i 1927

Masia de planta baixa i pis. Està coberta amb una teulada de dos vessants i el carener perpendicular a la façana. El vessant esquerra representa el doble de la llargada del vessant dret, això trenca la simetria de l'edifici. La façana té a la planta baixa la porta principal allindada i dues grans finestres quadrangulars; al primer pis hi ha tres finestres amb l'ampit motllurat. Destaca la gran xemeneia blanca situada a l'angle esquerra de la teulada.